# الکونبری وستون
الکونبری وستون (به انگلیسی: Alconbury Weston) یک روستا و محله مدنی در بریتانیا است که در هانتینگدونشر واقع شده‌است. الکونبری وستون ۸۰۰ نفر جمعیت دارد.